# Gilze en Rijen
Gilze en Rijen est une commune néerlandaise située dans la province du Brabant-Septentrional.
Elle abrite la base aérienne Gilze-Rijen.

## Localités
La commune est composée des villages suivants : Gilze, Hulten, Molenschot et Rijen, qui est le plus grand village.